# Cymodusa partis
Cymodusa partis är en stekelart som först beskrevs av Henry Lorenz Viereck 1925.  Cymodusa partis ingår i släktet Cymodusa och familjen brokparasitsteklar. Utöver nominatformen finns också underarten C. p. ocularis.